# 868 Lova
A 868 Lova (ideiglenes jelöléssel 1917 BU) a Naprendszer kisbolygóövében található aszteroida. Max Wolf fedezte fel 1917. április 26-án, Heidelbergben.